# Fournes-en-Weppes
Fournes-en-Weppes település Franciaországban, Nord megyében. Lakosainak száma 2167 fő (2022. január 1.). Fournes-en-Weppes Beaucamps-Ligny, Wavrin, Wicres, Fromelles, Herlies, Le Maisnil és Sainghin-en-Weppes községekkel határos.

## Népesség
A település népességének változása:
| Lakosok száma | 2145 | 2183 | 2349 | 2220 | 2225 | 2231 | 2220 | 2190 | 2167 |
|               | 2013 | 2015 | 2016 | 2017 | 2018 | 2019 | 2020 | 2021 | 2022 |